# 米德爾福德 (特拉華州)
米德爾福德（英語：Middleford）是位於美國特拉華州蘇塞克斯縣的一個非建制地區。該地的面積和人口皆未知。

## 地理
米德爾福德的座標為38°40′00″N 75°34′02″W / 38.66667°N 75.56722°W，而該地的平均海拔高度為6米（即20英尺）。